# Aswak Assalam
Aswak Assalam est une enseigne marocaine spécialisée dans la grande distribution créée en 1998, elle compte 13 hypermarchés dans les villes de Rabat, Marrakech, Kénitra, Oujda, Témara, Tanger, Agadir, Casablanca, Essaouira et Mohammedia .
L'entreprise, qui est filiale de Ynna Holding, a pour principaux concurrents sur le marché marocain, Marjane et Marjane Market (anciennement Acima) du groupe ONA, mais aussi METRO Maroc, Label'Vie et Carrefour Maroc.
Elle se différencie des autres enseignes par son refus catégorique de référencer les boissons alcoolisées parmi les produits offerts. Cette politique commerciale a été définie par Miloud Chaâbi, patron du groupe.

## Liste des magasins ouverts
| Ville                     | Date d'ouverture  | Investissement (MDH) | Surface de vente (m²) | Parking      | Effectif | Boutiques | Caisses |
| ------------------------- | ----------------- | -------------------- | --------------------- | ------------ | -------- | --------- | ------- |
| Rabat                     | 29 août 1998      | 176                  | 3 500                 | 600 places   | 200      | -         | 23      |
| Marrakech - Bab Doukkala  | 13 septembre 2002 | 106                  | 3 000                 | -            | 180      | -         | 13      |
| Kénitra                   | 7 juillet 2004    | 176                  | 6 200                 | 1 000 places | 200      | -         | 27      |
| Témara                    | 18 août 2006      | 150                  | 5 000                 | 500 places   | 200      | 22        | 30      |
| Tanger                    | 12 janvier 2007   | 150                  | 5 000                 | 600 places   | 200      | 22        | 30      |
| Agadir                    | avril 2007        | 200                  | 5 000                 | 600 places   | 200      | 22        | 30      |
| Marrakech - Guéliz        | 25 avril 2008     | 200                  | 3 000                 | 300 places   | 250      | 6         | 30      |
| Oujda - Al Boustane       | 28 novembre 2008  | 200                  | 5 000                 | 600 places   | 250      | 23        | 30      |
| Casablanca - Ouled Ziane  | 26 novembre 2009  |                      | 3 000                 | 300 places   |          |           |         |
| Agadir - Talborjt         | 11 juin 2010      | 150                  | 2 000                 | 200 places   | 120      | 21        |         |
| Essaouira                 | 18 juin 2010      | 120                  | 1 600                 | 100 places   | 100      |           |         |
| Mohammedia - Bd Hassan II | 27 juillet 2011   | 250                  | 5 000                 | 600 places   | 200      | 22        |         |
| Essaouira Al Ghazoua      | 18 Mai 2017       | 120                  | 1300                  | 100 places   | 100      |           |         |
| Rabat - Al Fath           | 27 avril 2019     | 170                  | 5500                  | 220 places   | 460      | 30        |         |

## Hypermarchés en projet
- Hyper Settat (2022)
- Hyper El Jadida (2023)
- Hyper Meknès (2023)